# Peter Matthiessen
Peter Matthiessen (New York, 22 maggio 1927 – Sagaponack, 5 aprile 2014) è stato uno scrittore e naturalista statunitense.

## Biografia
Figlio di un architetto, pubblicò il suo primo racconto durante gli studi presso l'Università Yale. Dopo la laurea si trasferì in Francia dove fondò, assieme all'amico George Plimpton, la rivista The Paris Review. Nel 1974 è stato chiamato a far parte dell'Accademia Americana di Arti e Lettere. 
Ha pubblicato, nel corso di quasi cinquant'anni, più di venti libri. Fra i suoi libri più apprezzati ci sono Giocando nei campi del Signore (At Play in the Fields of the Lord) (1965), un thriller morale che parla dei missionari in Sud America e che divenne un film con lo stesso titolo; e Uccidere Mister Watson (Killing Mister Watson) (1991), la prima parte di una trilogia su un leggendario fuorilegge della Florida. 
Ha scritto anche romanzi storici. In the Spirit of Crazy Horse (1983) analizza il conflitto a fuoco, avvenuto nel 1975, fra l'FBI e i Nativi Americani vicino a Wounded Knee. Sono stati però i romanzi di viaggio che lo hanno fatto conoscere come perfetto sostenitore della natura. 
Nel racconto di viaggio Il leopardo delle nevi (The Snow Leopard) (1978), vincitore del National Book Award, Matthiessen racconta le sue ricerche delle creature in pericolo di estinzione e del raggiungimento della gratificazione spirituale. Ha raccontato anche i suoi viaggi attraverso l'Africa e l'Antartide in African Silences (1991) e End of the Earth (2003), mentre con The Birds of Heaven (2001) ha promosso la protezione delle gru e, più in generale, dell'ecosistema del pianeta.
Matthiessen è diventato un praticante della filosofia Zen e più tardi monaco buddhista. Viveva a Sagaponack, nello stato di New York, dove è deceduto nel 2014 all'età di 86 anni a causa di una leucemia

## Opere

### Narrativa
- Race Rock (1954)
- Partisans (1955)
- Raditzer (1961)
- Giocando nei campi del Signore (At Play in the Fields of the Lord) (1965)
- Far Tortuga (1975)
- On the River Styx and Other Stories (1989)
- Uccidere Mister Watson (Killing Mister Watson) (1990)
- Lost Man's River (1997)
- Bone by Bone (1999)
- Shadow Country (2008)

### Saggistica
- Wildlife in America (1959)
- The Cloud Forest: A Chronicle of the South American Wilderness (1961)
- Under the Mountain Wall: A Chronicle of Two Seasons in the Stone Age (1962)
- "The Atlantic Coast", a chapter in The American Heritage Book of Natural Wonders (1963)
- The Shorebirds of North America (1967)
- Oomingmak (1967)
- Sal Si Puedes: Cesar Chavez and the New American Revolution (1969)
- Meridiano blu. Alla ricerca del grande squalo bianco (Blue Meridian. The Search for the Great White Shark) (1971)
- The Tree Where Man Was Born (1972)
- Il leopardo delle nevi (The Snow Leopard) (1978)
- Sand Rivers (1981)
- Nello spirito di Cavallo Pazzo (In the Spirit of Crazy Horse) (1983)
- Indian Country (1984)
- Il candore dei fiori di loto (Nine-headed Dragon River: Zen Journals 1969-1982) (1986)
- Men's Lives: The Surfmen and Bayen of the South Fork (1986)
- African Silences (1991)
- Baikal: Sacred Sea of Siberia (1992)
- East of Lo Monthang: In the Land of the Mustang (1995)
- The Peter Matthiessen Reader: Nonfiction, 1959-1961 (2000)
- La tigre delle nevi (Tigers in the Snow) (2000)
- The Birds of Heaven: Travels With Cranes (2001)
- End of the Earth: Voyage to Antarctica (2003)